# Vincent Koziello
Vincent Koziello (ur. 28 października 1995 w Grasse) – francuski piłkarz grający na pozycji pomocnika. Od 2021 roku jest zawodnikiem belgijskiego KV Oostende.

## Życiorys
Treningi piłkarskie rozpoczął w Stade Olympique Roquettan. W późniejszym okresie grał w juniorskich zespołach AS Cannes i OGC Nice. W 2014 roku trafił do pierwszej drużyny tego ostatniego. W rozgrywkach Ligue 1 zadebiutował 1 listopada 2014 w przegranym 1:3 meczu przeciwko Olympique Lyon. Pierwszego gola w lidze zdobył zaś 27 września 2015 w wygranym 4:1 wyjazdowym meczu przeciwko AS Saint-Étienne. 16 stycznia 2018 został ogłoszony nowym piłkarzem 1. FC Köln. Kwota transferu wyniosła około 3 milionów euro, a kontrakt został podpisany do 2022 roku.

## Życie prywatne
Koziello jest polskiego pochodzenia. Jego dziadek wyemigrował do Francji, zaś jego ojciec urodził się już w tym kraju.